# Greatest Hits (album, Kylie Minogue)
Greatest Hits je první kompilace australské zpěvačky Kylie Minogue, vydané v srpnu 1992. Obsahuje devatenáct singlů z jejího alba Kylie, Enjoy Yourself, Rhythm of Love a Let's Get to It, stejně jako tři nové písně.

## Seznam skladeb
Všechny písně napsané a produkované Mike Stockem, Mattem Aitkenem a Pete Watermanem, pokud není uvedeno jinak.
| Pořadí | Název                                            | Autor                                                   | Producent(i)               | Délka |
| ------ | ------------------------------------------------ | ------------------------------------------------------- | -------------------------- | ----- |
| 1.     | I Should Be So Lucky                             |                                                         |                            | 3:24  |
| 2.     | Got to Be Certain                                |                                                         |                            | 3:20  |
| 3.     | The Loco-Motion                                  | Gerry Goffin, Carole King                               |                            | 3:14  |
| 4.     | Je Ne Sais Pas Pourquoi                          |                                                         |                            | 4:01  |
| 5.     | Especially for You (s Jasonem Donovanem)         |                                                         |                            | 3:58  |
| 6.     | Turn It into Love                                |                                                         |                            | 3:37  |
| 7.     | It's No Secret                                   |                                                         |                            | 3:58  |
| 8.     | Hand on Your Heart                               |                                                         |                            | 3:54  |
| 9.     | Wouldn't Change a Thing                          |                                                         |                            | 3:14  |
| 10.    | Never Too Late                                   |                                                         |                            | 3:23  |
| 11.    | Tears on My Pillow                               | Sylvester Bradford, Al Lewis                            |                            | 2:28  |
| 12.    | Better the Devil You Know                        |                                                         |                            | 3:54  |
| 13.    | Step Back in Time                                |                                                         |                            | 3:05  |
| 14.    | What Do I Have to Do                             |                                                         |                            | 3:44  |
| 15.    | Shocked (DNA 7" mix featuring Jazzi P)           | Mike Stock, Matt Aitken, Pete Waterman, Pauline Bennett | Stock Aitken Waterman, DNA | 3:10  |
| 16.    | Word Is Out                                      | Stock, Waterman                                         | Stock, Waterman            | 3:37  |
| 17.    | If You Were with Me Now (s Keithem Washingtonem) | Stock, Waterman, Kylie Minogue, Keith Washington        | Stock, Waterman            | 3:57  |
| 18.    | Give Me Just a Little More Time                  | Edyth Wayne, Ronald Dunbar                              | Stock, Waterman            | 3:08  |
| 19.    | Finer Feelings                                   | Stock, Waterman                                         | Stock, Waterman            | 3:54  |
| 20.    | What Kind of Fool (Heard All That Before)        | Stock, Waterman, Minogue                                | Stock, Waterman            | 3:41  |
| 21.    | Where in the World?                              | Stock, Waterman, Minogue                                | Stock, Waterman            | 3:34  |
| 22.    | Celebration                                      | Robert Bell, James Taylor                               | Phil Harding, Ian Curnow   | 3:57  |